# Orochelidon
Orochelidon — рід горобцеподібних птахів родини ластівкових (Hirundinidae). Представники цього роду мешкають в Андах. Раніше їх відносили до родів Notiochelidon і Haplochelidon, однак були переведені до відновленого роду Orochelidon за результатами молекулярно-філогенетичного дослідження 2005 року.

## Види
Виділяють три види:
- Ластовиця рудогорла (Orochelidon flavipes)
- Ластовиця бурочерева (Orochelidon murina)
- Ясківка андійська (Orochelidon andecola)

## Етимологія
Наукова назва роду Orochelidon походить від сполучення слів дав.-гр. ορος — гори (Анди) і χελιδων — ластівка.